# Васашатта
Васашатта (д/н— бл. 1280 до н. е.) — цар Мітанні близько 1300—1280 до н. е.

## Життєпис
Син Шаттуари I, царя Мітанні. Після смерті батька близько 1300 року до н. е. Намагався створити антиассирійську коаліцію. Насамперед звертався до хеттського царя Хаттусілі III по допомогу. Останній підтримав повстання Васашаатти проти Ассирії, але війська не надав, оскільки тривала війна хеттів з єгиптянами.
Внаслідок війни Мітанні та Ассирії цар Васашатта зазнав поразки. Ассирійці на чолі із Ададнірарі I сплюндрували більшу частину Мітаннійського царства — впали міста Таїду, Вашшуканні, Амасакку, Кахат, Шуру, Набулу, Хурру, Шудуду, Ірріду. Дружин і дітей Васашатти було захоплено ворогом, але він напевне зумів уникнути полону. Мітанні втратила області між річками Бєлих і Хабур. Саме після цього Ададнірарі I прийняв титул великого царя (шарру-рабу).
Висловлюється думка, що під владою Васашатти залишалася лише область Шубрія. В цей час увага Ассирії переключилася на Хеттську державу, яка уклала мирний договір з Єгиптом й відновила активність у Північній Месопотамії. Близько 1280 року до н. е. Васашатту змінив натроні брат або стрийко Шаттуара II.